# 호남삼육고등학교
호남삼육고등학교(湖南三育高等學校)는 대한민국 광주광역시 남구 주월동에 위치한 사립 고등학교이다.

## 학교 연혁
- 1953년 4월 20일 : 광주 장동 호남삼육중학교 개교(허만식 교장)
- 1955년 4월 1일 : 산수동 학교 이전. 고등학교 신입 모집
- 1958년 11월 23일 : 문교 제486호 호남삼육고등학교 인가
- 1970년 7월 10일 : 주월동 현 교사 준공 (70년 9월 1일 학교 이전)
- 1974년 12월 12일 : 전남 교위 관리 제2048호로 고등학교 학칙변경
- 1987년 9월 30일 : 본관 3층 증축 준공
- 1988년 8월 18일 : 생활관 준공
- 2000년 12월 26일 : 강당 및 신생활관 준공
- 2011년 3월 4일 : 급식실 증축
- 2022년 3월 1일 : 고교학점제 선도학교 운영
- 2023년 3월 1일 : 제19대 고영덕 교장 취임
- 2025년 2월 6일 : 제68회 87명 졸업(총 4,975명)
- 2025년 3월 4일 : 제71회 입학식(3학급 84명 입학)

## 참고 자료
- 호남삼육고등학교 - 한국교육학술정보원 학교알리미